# Augusta (Wisconsin)
Augusta ist eine Kleinstadt (mit dem Status City) im Eau Claire County im US-amerikanischen Bundesstaat Wisconsin. Das U.S. Census Bureau ermittelte bei der Volkszählung 2020 eine Einwohnerzahl von 1567.

## Geografie
Augusta liegt im mittleren Nordwesten Wisconsins auf 44°40′49″ nördlicher Breite und 91°07′12″ westlicher Länge. Das Stadtgebiet erstreckt sich über eine Fläche von 5,67 km² und ist vollständig von der Town of Bridge Creek umgeben, ohne dieser anzugehören.
Nachbarorte von Augusta sind Ludington (18 km nördlich), Fairchild (17 km südöstlich), Osseo (19 km südwestlich) und Fall Creek (16,6 km nordwestlich).
Die nächstgelegenen größeren Städte sind Green Bay am Michigansee (302 km östlich), Wisconsins Hauptstadt Madison (267 km südöstlich), La Crosse (125 km südsüdwestlich), Rochester in Minnesota (173 km südwestlich) und die Twin Cities in Minnesota (186 km westlich).

## Verkehr
Der U.S. Highway 12 verläuft in West-Ost-Richtung als Hauptstraße durch Augusta. Aus nördlicher Richtung kommend mündet der Wisconsin State Highway 27 in den US 12 ein und führt mit diesem auf einer gemeinsamen Strecke nach Osten aus der Stadt hinaus. Alle weiteren Straßen sind untergeordnete Landstraßen, teils unbefestigte Fahrwege sowie innerörtliche Verbindungsstraßen.
Parallel zum US 12 verläuft eine Eisenbahnstrecke der Union Pacific Railroad durch das Stadtgebiet von Augusta.
Der nächste Flughafen ist der Chippewa Valley Regional Airport (40,9 km nordwestlich).

## Bevölkerung
Nach der Volkszählung im Jahr 2010 lebten in Augusta 1550 Menschen in 614 Haushalten. Die Bevölkerungsdichte betrug 273,4 Einwohner pro Quadratkilometer. In den 614 Haushalten lebten statistisch je 2,43 Personen. 
Ethnisch betrachtet setzte sich die Bevölkerung zusammen aus 97,7 Prozent Weißen, 0,3 Prozent Afroamerikanern, 0,4 Prozent amerikanischen Ureinwohnern sowie 0,2 Prozent aus anderen ethnischen Gruppen; 1,5 Prozent stammten von zwei oder mehr Ethnien ab. Unabhängig von der ethnischen Zugehörigkeit waren 3,1 Prozent der Bevölkerung spanischer oder lateinamerikanischer Abstammung. 
25,2 Prozent der Bevölkerung waren unter 18 Jahre alt, 54,8 Prozent waren zwischen 18 und 64 und 20,0 Prozent waren 65 Jahre oder älter. 51,1 Prozent der Bevölkerung war weiblich.
Das mittlere jährliche Einkommen eines Haushalts lag bei 36.648 USD. Das Pro-Kopf-Einkommen betrug 20.411 USD. 20,3 Prozent der Einwohner lebten unterhalb der Armutsgrenze.